# Satsu
Satsu − wieś w Estonii, w prowincji Virumaa Wschodnia, w gminie Sonda.